# Lucie Weidt
Marie Louise Charlotta Weidt (ur. 11 maja 1876 w Opawie, zm. 28 lipca 1940 w Wiedniu) – austriacka śpiewaczka operowa, sopran.

## Życiorys
Studiowała w Wiedniu u Rosy Papier, zadebiutowała na scenie w 1900 roku w Lipsku. W 1902 roku partią Elżbiety w Tannhäuserze debiutowała w Operze Wiedeńskiej, z którą związana była do 1927 roku. Występowała pod batutą Gustava Mahlera. Zaśpiewała w wiedeńskich premierach Damy Pikowej (1906, w roli Lizy), Kawalera srebrnej róży (1914, w roli Marszałkowej), Parsifala (1914, w roli Kundry) i Kobiety bez cienia (1919, w roli Piastunki). Gościnnie występowała w Londynie, Paryżu, Brukseli, Mediolanie i Buenos Aires, specjalizując się w rolach w operach Richarda Wagnera i Richarda Straussa. W 1910 roku wystąpiła w Metropolitan Opera w Nowym Jorku jako Brunhilda w Walkirii.
W 1909 roku wyszła za mąż za barona Josepha von Urmenyi.